# Commelinoideae
Commelinoideae es una subfamilia de plantas con flores de la familia Commelinaceae. Contiene las siguientes tribus

## Tribus
- Commelineae
- Tradescantieae